# Lichtensteinbrücke

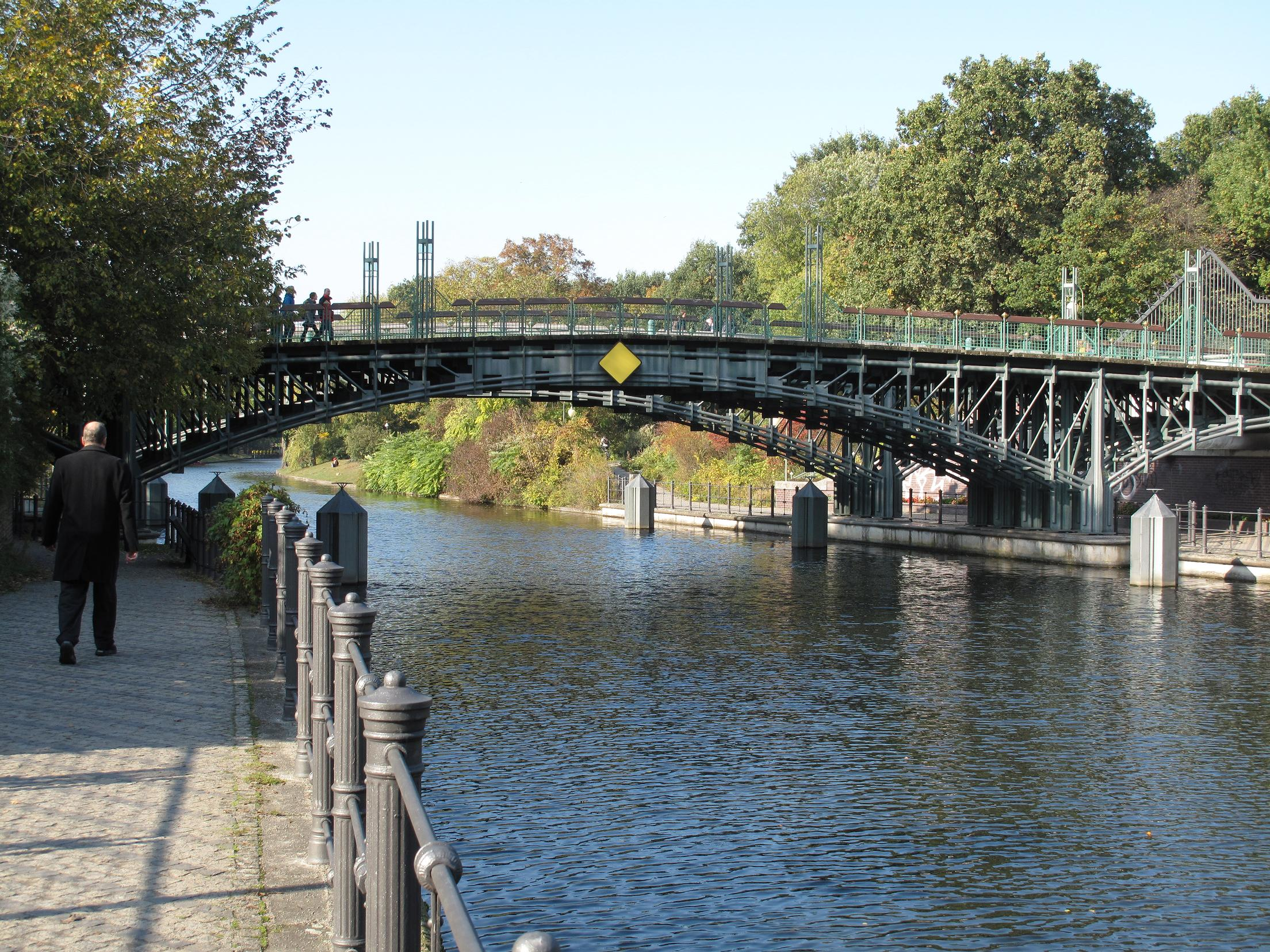
Lichtensteinbrücke über den Landwehrkanal, Blick nach Nordwesten

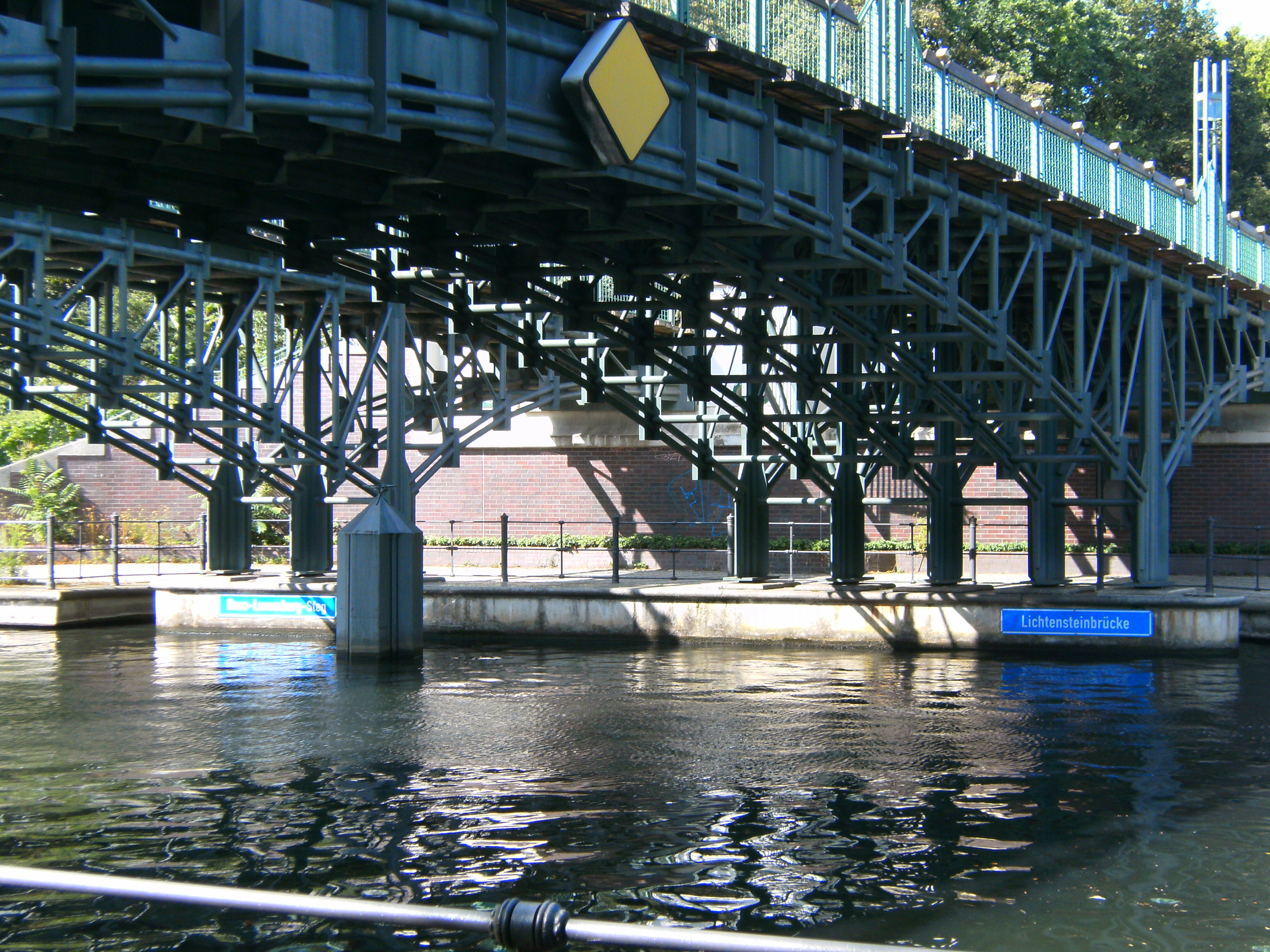
Lichtensteinbrücke rechts, Rosa-Luxemburg-Steg links

Die Lichtensteinbrücke ist der östliche Steg einer Fußgänger-Doppelbrücke im Berliner Ortsteil Tiergarten. Der westliche Übergang heißt seit 2012 Rosa-Luxemburg-Steg. Die Stege überbrücken auf einem gemeinsamen Unterbau den Landwehrkanal.
Die Lichtensteinbrücke gehört zum Gelände des Zoologischen Gartens und verbindet dessen Hauptteil mit einem Erweiterungsgelände auf dem Nordostufer des Kanals. Sie ist benannt nach dem Mediziner Martin Hinrich Lichtenstein, dem Begründer und ersten Direktor des Zoologischen Gartens. Die bogenförmige Fachwerkbrücke kann nur von Besuchern und Mitarbeitern des Zoos betreten werden. 
Der Rosa-Luxemburg-Steg ist hingegen für alle Passanten im Großen Tiergarten frei zugänglich. In den Abendstunden wird jedoch das Südwestufer des Landwehrkanals gesperrt, um die Nachtruhe im angrenzenden Zoo sicherzustellen.

## Geschichte
Der wilhelminische Vorgängerbau von 1873 wurde im Zweiten Weltkrieg zerstört. Für die 1985/1986 unter Leitung von Ralf Schüler und Ursulina Schüler-Witte neu errichtete Brücke wurden 106 Tonnen Stahl verbaut. Drei beziehungsweise fünf durchlaufende Rohrfachwerkträger sind über je drei Feldern aus Stahlrohren mit Zugankern angebracht.

## Denkmal

Rosa-Luxemburg-Denkmal am Rosa-Luxemburg-Steg

Unter der Brücke befindet sich am südlichen Ufer ein Denkmal für Rosa Luxemburg, deren Leiche 1919 ungefähr an dieser Stelle in den Kanal geworfen worden sein soll. Darum wurde ein Steg der Brücke im September 2012 in Rosa-Luxemburg-Steg umbenannt.